# Jens Kruuse
Jens Kruuse född 6 april 1908 i Odense, död 12 maj 1978, var en dansk litteraturkritiker, författare och redaktör. Han var under flera år kritiker på Jyllandsposten.
Jens Kruuse mottog som författare flera utmärkelser bland andra Holbergmedaljen. Han var med i expertpanelen i Spørg Århus.
Jens Kruuse var medstiftare av Det Danske Gastronomiske Akademi 1964.
Jens Kruuse är far till Charlotte Strandgaard.